# Tectonatica affinis
Tectonatica affinis är en snäckart som först beskrevs av Gmelin 1791.  Tectonatica affinis ingår i släktet Tectonatica, och familjen borrsnäckor. Det är osäkert om arten förekommer i Sverige.